# Научно-производственное объединение «Электромашина»
Нау́чно-произво́дственное объедине́ние «Электромаши́на» — промышленное предприятие по производству автотракторного и специального оборудования. К началу 1940-х было единственным в СССР предприятием, производящим электрооборудование для спецтехники, в том числе не имеющие мировых аналогов 15-сильные стартёры СТ-700 и СТ-16 для запуска мощных дизельных двигателей, которые в годы Великой Отечественной войны устанавливались на все виды танков и самоходных артиллерийских установок. В октябре 1941 завод был эвакуирован из Москвы в Челябинск, где продолжает работу до настоящего времени. Открытое акционерное общество (2004), включающее в себя СКБ «Ротор», завод «Электромашина» и СКБ «Турбина», входит в состав концерна «Уралвагонзавод» (2007).

## История
Завод электромашин образован 9 августа 1934 года — выделен из состава московского завода автотракторного электрооборудования (АТЭ), в 1941 эвакуирован в Челябинск.

## Экономические показатели
По состоянию на 2012 год выручка составила 2,6 миллиарда рублей, чистая прибыль — 126,6 миллиона рублей.

## Санкции
12 декабря 2023 года, из-за российского вторжения на Украину, объединение включено в блокирующий санкционный список США против компаний поставляющих продукцию для российской военно-промышленной базы.